# Саут Каролина Стингрейс
«Саут Каролина Стингрейс» (англ. South Carolina Stingrays) — профессиональная хоккейная команда, играющая в Южном дивизионе Восточной конференции ECHL, основанная в 1993 году. Базируется в городе Норт-Чарлстон, Южная Каролина, США. 
«Стингрейс» — первая профессиональная хоккейная команда в Южной Каролине. С переездом «Джонстаун Чифс» в Гринвилл в 2010 году, «Стингрейс» стали старейшей постоянно действующей франшизой ECHL, которая осталась в городе-основателе («Уилинг Нейлерс» находились в Уилинге с 1992 года, но являются переехавшей франшизой).
«Стингрейс» один раз становились победителями регулярного сезона ECHL, и выходили в плей-офф во всех сезонах, кроме двух. Выиграв Кубок Келли в 1997, 2001 и 2009 годах, «Стингрейс» сравнялись по количеству чемпионств в лиге с командами «Хэмптон-Роудс Эдмиралс» и «Аляска Эйсез». Более тридцати бывших игроков «Стингрейс» перешли в Национальную хоккейную лигу, причём трое из них выступали за команды, выигравшие Кубок Стэнли: Рич Певерли в составе «Бостон Брюинз» в 2011 году, Брэйден Холтби и Филипп Грубауэр в составе «Вашингтон Кэпиталз» в 2018 году.

## История
Команда «Саут Каролина Стингрейс» была основана в 1993 году как команда расширения Хоккейной лиги Восточного побережья (ECHL).

## Достижения
- Кубок Келли (3): 1997, 2001, 2009;
- Победитель регулярного сезона (1): 1996–97;